# Goudet
Goudet ist eine französische Gemeinde mit 75 Einwohnern (Stand 1. Januar 2022) im Département Haute-Loire in der Region Auvergne-Rhône-Alpes; sie gehört zum Arrondissement Le Puy-en-Velay und zum Kanton Mézenc.

## Geschichte
Um 850 wurde im heutigen Ortsteil Le Clos eine Eremitage gegründet, die später zerstört wurde. Im 13. Jahrhundert erhielt Goudet mit dem Château de Beaufort eine Festung, die während des Hundertjährigen Kriegs zerstört und im 15. Jahrhundert wiederaufgebaut wurde.

## Bevölkerungsentwicklung
| Jahr                       | 1962 | 1968 | 1975 | 1982 | 1990 | 1999 | 2017 |
| Einwohner                  | 81   | 92   | 82   | 80   | 65   | 63   | 60   |
| Quellen: Cassini und INSEE |      |      |      |      |      |      |      |

## Sehenswürdigkeiten
- Kirche Saint-Pierre
- Burg Beaufort
- Tour Le Pipet
- Keltenlager von Antoune (drei Kilometer entfernt)

## Schloss Beaufort
Das Schloss Beaufort Château de Beaufort wurde um 1200 erbaut und ist das zweite Schloss an der Loire nach dem von Arlempdes. Es liegt am Ufer der Loire und an einem Bach namens La Fouragette auf einem Felsen, so dass alle Straßen von Goudet von ihm beherrscht wurden. Besitzer des Schlosses waren die Herren von Beaufort, dies auch noch im 18. Jahrhundert. Anfang des 19. Jahrhunderts wurde die Anlage dem Verfall preisgegeben, ohne während der Revolution bereits zerstört worden zu sein. Die Steine des Bauwerks wurden von den Einwohnern des Ortes für ihre eigenen Neubauten verwendet.
Bis zur Französischen Revolution hatte das Schloss den Namen Beaufort, jetzt trägt es den Namen des Ortes.
Zwischen 2000 und 2005 wurden Teile der Ruine renoviert und heute wird es privat bewohnt. Einmal im Jahr ist das Schloss für die Öffentlichkeit zugänglich.